# تپه پنجه علی ۱
تپه پنجه علی ۱ در شهرستان تاکستان، بخش ضیاءآباد، روستای اورنه واقع شده و این اثر در تاریخ ۳ بهمن ۱۳۷۹ با شمارهٔ ثبت ۲۹۹۷ به‌عنوان یکی از آثار ملی ایران به ثبت رسیده است.